# Zentralkokerei Saar
Die Zentralkokerei Saar GmbH (ZKS) mit Sitz in Dillingen/Saar existiert gesellschaftsrechtlich seit 1981. 
Zweck der Gesellschaft ist der Betrieb einer Kokerei und damit einhergehend die Erzeugung von Koks sowie von Kokereinebenprodukten. Anteilseigner sind die Dillinger Hütte sowie die Saarstahl AG.
Das Unternehmen entstand in Folge der auf die Stahlkrise zurückzuführenden Konzentration der Roheisenerzeugung für die saarländische Stahlbranche. 1981 beschlossen Saarstahl und Dillinger Hütte, gemeinsam nur noch am Standort Dillingen/Saar Roheisen mittels Hochöfen zu erzeugen und gründeten zu diesem Zweck die ROGESA Roheisengesellschaft Saar. Zur Versorgung der Hochöfen mit Koks kam es zur Gründung der Zentralkokerei Saar als Gemeinschaftsunternehmen von Saarstahl, Dillinger Hütte und der Saarbergwerke AG.
Heutige Gesellschafter der Zentralkokerei Saar sind die über die SHS - Stahl-Holding-Saar miteinander verflochtenen Unternehmen Saarstahl und die Dillinger Hütte. Seit Schließung der Kokerei Fürstenhausen fungiert die Zentralkokerei Saar als Zentralkokerei für die saarländische Stahlindustrie.

## Basisdaten
Die Zentralkokerei Saar betreibt heute zwei Koksofenbatterien mit einer Kapazität von rund 1,2 Mio. Tonnen Koks pro Jahr.
Der durch das Unternehmen produzierte Koks wird ausschließlich in den Hochöfen der Schwestergesellschaft Rogesa verwendet. Die Kokereinebenprodukte (u. a. Benzol) werden auf dem freien Markt angeboten.
Die Zentralkokerei Saar beschäftigt keine eigenen Mitarbeiter, da die Betriebsführung der AG der Dillinger Hütte obliegt. Der Umsatz für das Jahr 2011 belief sich auf 364 Millionen Euro. 2011 wurden rund 1.022.000 Tonnen Koks produziert.